# Склеп Деметры

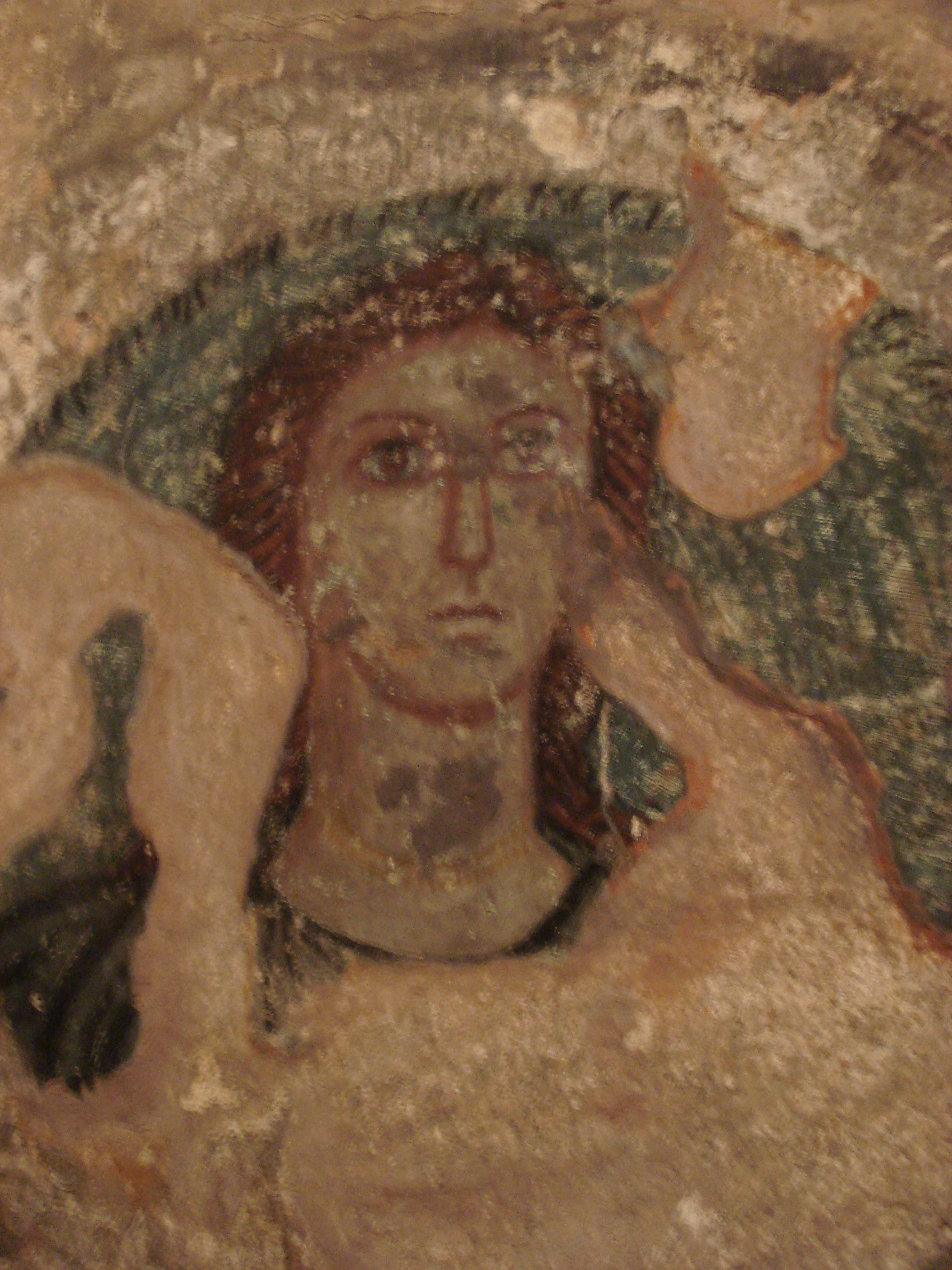
Склеп Деметры. Фреска на потолке

Склеп Деметры — погребальный склеп античного Пантикапея (на месте современной Керчи) с комплексом частично сохранившихся древнегреческих фресок. В Российской Федерации, контролирующей спорную территорию Крыма, является  объектом культурного наследия федерального значения; на Украине, в пределах признанных большинством государств — членов ООН
 границ которой находится спорная территория, — памятником культурного наследия национального значения.

## Находка и зарисовки
Каменный склеп Деметры — сооружение античного Пантикапея, расположенное посреди современной застройки в Керчи. Это прямоугольное по плану сооружение с дромосом (входным коридором), удлиненное в направлении север — юг. Своды — полуциркульные. Стены склепа построены из каменных глыб, упрочненных глиняным раствором. В погребальную комнату ведет небольшой дромос. Пол в амбаре — глиняный. Памятник неоднократно исследовали из-за наличия комплекса фресок, неплохо сохранившихся к началу 20 века. Так, в 1908 году Г. В. Фармаковским были сделаны новые копии фресок погребальной камеры, которые зафиксировали довольно яркие цвета тогдашнего состояния стенописи. По заключению исследователя и реставратора Государственного Эрмитажа. Н. Кононова, техника исполнения была именно «по-влажному», то есть это были фрески. На стене склепа и его полуцилиндрических сводах нанесено два слоя штукатурки, стены дромоса — не штукатурены.
Само название «Склеп Деметры» — условно и вошло в обиход в более поздний период.

## Описание фресок

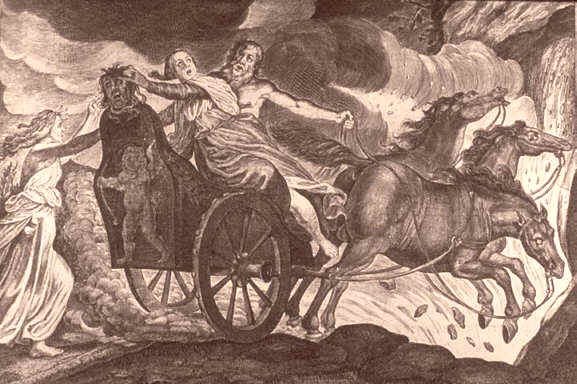
Похищение Плутоном дочери богини Деметры. Гравюра 1703 года.

Стены погребальной камеры имеют ниши и фрески. На южной стене сохранены изображения бога Гермеса и нимфы Калипсо на расстоянии около 90 сантиметров от уровня пола. Изображения не имеют рамок, также не создано и линии грунта, на котором могли бы стоять мифологические персонажи. Калипсо наклонена немного влево и одета в хитон синего цвета. Гермес (согласно старым описаниям и копиям) был представлен обнаженным, на ногах — сандалии с крылышками. Фигура бога Гермеса небольшая, её размеры 54 сантиметра.
Закругленная часть стены над входом под сводом (люнет) украшена ветвями растений и гирляндами. Между листьями гирлянд созданы изображения фруктов и птиц.
Менее совершенным получилось изображение квадриги, которую гонит парень-возничий. В колеснице — бог подземного царства Плутон, что похитил Кору, дочь богини земли Деметры. Каждый из коней квадриги — разного цвета. Изображения Плутона и Коры плохо сохранились из-за осыпания краски и штукатурки. Из-за нарушения пропорций тела Плутона и немасштабности фигур были сделаны вывод о том, что автор фресок — местный мастер.
Самое большое впечатление производит изображение бюста Деметры. Она в двойном круге центрального медальона на зеленоватом фоне. Шею богини украшает ожерелье. Обращают внимание печальный взгляд богини и невеселое выражение лица. Рядом — краткая надпись с именем богини. От изображения богини в медальоне — происходит современное название склепа.
И колесница бога Плутона, который похитил Кору, и печальный взгляд богини Деметры направлены на запад. В этом видят мифологическое влияние на стенопись, ведь по верованиям древних греков на западе было расположено подземное царство бога Плутона.
Состояние фресок ухудшается из-за влаги, попадающей в склеп через почву. Краски и штукатурка частично осыпались ещё во времена, когда не существовали современные средства консервирования античных фресок. Надписи вокруг фигур сохранились частично из-за потери некоторых букв.
в 1998 году у основания Митридатской лестницы появилась точная технологическая модель склепа Деметры в масштабе 1:1, полностью повторившая размеры и пропорции самого склепа, а также соблюдая размеры, месторасположение и цвета его росписей.